# Multisport
Multisport – drugi  singel polskiego rapera Kaz Bałagane z jego dziesiątego albumu studyjnego, zatytułowanego A nie mówiłem?, powstały przy gościnnym udziale polskiego rapera Oskara83. Singel został wydany 19 lipca 2024.
Nagranie otrzymało w Polsce status potrójnie platynowego singla, przekraczając liczbę 150 tysięcy sprzedanych kopii.

## Geneza utworu i historia wydania
Utwór napisali i skomponowali Jacek Świtalski, Oskar Tuszyński, Bartosz Worek i Mateusz Żezała, którzy również odpowiadają za produkcję utworu.
Singel ukazał się w formacie digital download 19 lipca 2024 w Polsce za pośrednictwem wytwórni płytowej Narkopop w dystrybucji e-Muzyka. Piosenka została umieszczona na dziesiątym albumie studyjnym Kaz Bałagane – A nie mówiłem?.

## Teledysk
Do utworu powstał teledysk w reżyserii Pata Kustomsa, który udostępniono w dniu premiery singla za pośrednictwem serwisu YouTube.

## Lista utworów
- Digital download[2]

1. „Multisport” – 2:59

## Notowania

### Pozycje na listach sprzedaży
| Kraj   | Lista (2024)             | Najwyższa pozycja |
| ------ | ------------------------ | ----------------- |
| Polska | Billboard Poland Songs   | 2                 |
| Polska | OLiS – single w streamie | 3                 |

## Certyfikaty
| Kraj          | Certyfikat         | Sprzedaż |
| ------------- | ------------------ | -------- |
| Polska (ZPAV) | 3× platynowa płyta | 150 000+ |